# Feldjägerkorps
Feldjägerkorps (pol. Korpus żandarmerii wojskowej) – formacja niemieckiej żandarmerii wojskowej.
Korpus żandarmerii wojskowej powstał w 1943 jako jednostka policyjna w strukturach Wehrmachtu. Żołnierze do Feldjägerkorps rekrutowani byli spośród wzorowych weteranów jako odpowiedź na spadek morale i wzrost liczby dezercji w armii niemieckiej. W 1944 roku pod Jaksicami doszło do potyczki oddziału Armii Krajowej z oddziałem Feldjägerkorpsu, zakończonej zwycięstwem partyzantów. Po kapitulacji III Rzeszy żandarmi byli używani przez aliantów do pilnowania porządku i dyscypliny wśród jeńców niemieckich. Formalnie Feldjägerkorps złożył broń przed aliantami 23 czerwca 1946.